# Ceropegia filiformis
Ceropegia filiformis là một loài thực vật có hoa trong họ La bố ma. Loài này được (Burch.) Schltr. mô tả khoa học đầu tiên năm 1896.